# Gardenia oudiepe
Gardenia oudiepe là một loài thực vật có hoa trong họ Thiến thảo. Loài này được Vieill. mô tả khoa học đầu tiên năm 1861.